# Gustav Gerhart
Gustav Gerhart (4 febbraio 1922 – 30 agosto 1990) è stato un calciatore austriaco, di ruolo difensore.

## Carriera

### Club
Ha sempre giocato per club austriaci.

### Nazionale
Ha collezionato 4 presenze in Nazionale